# Vrištava daščara
Vrištava daščara zgrada je iz romana o Harry Potteru koje je napisala J. K. Rowling. Ta se zgrada nalazi u Hogsmeadeu, jedinom potpuno čarobnjačkom selu u Velikoj Britaniji. Većina čarobnjaka misli da je Vrištava daščara puna duhova.
U Harry Potteru i Zatočeniku Azkabana saznajemo da to nije točno. Naime, Vrištava je daščara sagrađena (između 1970. i 1971.) da bi se Remus Lupin mogao transformirati u vukodlaka tijekom vremena punog mjeseca bez opasnosti da naudi nekom drugom. Do zgrade se može doći tunelom čiji se ulaz nalazi ispod Udaračke vrbe. Remusa je tijekom punog mjeseca tamo krijumčarila školska medicinska sestra, Madame Pomfrey. Seljani su čuli buku koja je dopirala iz zgrade i zamijenili je za izrazito nasilne duhove. Ta je glasina, koju je ohrabrivao i ravnatelj Hogwartsa, Albus Dumbledore, dovela do mišljenja da je Vrištava daščara mjesto s najviše duhova u cijeloj Velikoj Britaniji.
Na Remusovoj šestoj godini Sirius Black namamio je Severusa Snapea u Daščaru otkrivši mu kako točno može otvoriti tunel koji vodi do zgrade. Snape, kojega su jako zanimala Remusova kratka nestajanja, slijedio je upute. Da nije bilo Jamesa Pottera, Snape bi tada vjerojatno bio teško ozlijeđen ili čak mrtav.
U Zatočeniku Azkabana Vrištava daščara mjesto je na koje Sirius Black odvuče Rona Weasleyja i njegovog štakora Šugonju da bi ubio Šugonju za kojeg se otkriva da je zapravo Peter Pettigrew, Siriusov bivši prijatelj koji je odao mjesto boravka Jamesa i Lily Potter Voldemortu za što je bio okrivljen Black. 
Vrištava se daščara nakon toga više ne spominje u knjigama, osim kao moguće sklonište za DA o kojem razgovaraju Harry, Ron i Hermione.